# Svenska Lejonet (1656)
Svenska Lejonet var ett svenskt, större örlogsskepp som sjösattes 1656. Det var bestyckat med 52 kanoner, besättningen uppgick till 210 man och fartyget förekommer i örlogsflottans rullor för år 1672.